# Тъпан (вестник)
 Тази статия е за вестника.  За музикалния инструмент вижте Тъпан.  
„Тъпан“ е български вестник със сатирично-хумористично съдържание, който излиза от 1 февруари 1869 до 12 юни 1870 г. и през 1875 година в Букурещ, под редакцията на Иван Мънзов.
Създава се от български емигранти в Румъния, членове на дружество „Българско общество“, а по-късно и на „Млада България“ Основна цел пред „Тъпан“ е осмиването и разобличаването на чорбаджийството, фанариотите и турската власт. Твърди се, че в него е сътрудничил и Христо Ботев.